# Барбара Картланд
Дейм Барбара Картланд (на английски: Barbara Cartland) е изключително плодовита английска писателка, авторка на произведения в жанровете исторически и съвременен любовен роман, биография и др.
Писала е и под името Барбара Маккоркодъл и под псевдонима Маркъс Белфри (Marcus Belfrey). С издадени 723 книги в над 1 милиард екземпляра в общо над 35 страни по света заема заслужено място в „Книгата за рекорди на Гинес“.

## Биография и творчество
Барбара Хамилтън Картланд е родена на 9 юли 1901 г. в Едгабатон, Бирмингам, Уест Мидландс, Англия, в семейството на майор Бертрам Картланд и Мери Скобел. Има двама братя. Баща ѝ загива в Първата световна война, а братята ѝ във Втората световна война през 1940 г.
Учи в частни училища и завършва девическия колеж „Малвърн Сейнт Джеймс“ в Хампшър. През 1922 г. започва да работи като колумнист за Daily Express. Вдъхновена е от писателката Елинор Глин и започва да пише романи, като завършва първия си ръкопис на 19 години.
Публикува първия си роман Jig-Saw през 1925 г., който става бестселър. Тя продължава да пише многобройни романи и да печели фенове, пише известно време и под брачното си име Барбара Маккоркодъл. За някои от книгите си сама рисува илюстрацията на кориците.
Освен на любовни романи е автор на няколко готварски книги, в които прокламира ползата и лечебната сила на меда и витамините.
Автор е на биографии от известни герои от историята, включително биографията на брат ѝ Роналд Картланд, като книгата има предговор от сър Уинстън Чърчил.
На 23 април 1927 г. се омъжва за офицера от британската армия от Шотландия Александър Маккоркодъл. Развеждат се през 1933 г. Имат дъщеря – Райн Маккоркодъл (1929 – 2016). На 28 декември 1936 г. се омъжва за Хю Маккоркодъл, братовчед на бившия ѝ съпруг. Той умира през 1963 г. Имат двама сина – Иън и Глен. Поддържа дълга връзка с лорд Луис Маунтбатън до убийството му през 1979 г.
По време на Втората световна война служи като главен служител по въпросите на благополучието в Бедфордшър. По-късно прави кампании за правата на циганите, акушерките и медицинските сестри.
Като страстна любителка на авиацията през 1931 г., заедно с двама офицери от Кралските военновъздушни сили, разработва прототип на безмоторен самолет.
През 1964 г. основава Националната асоциация за здравеопазване във Великобритания, на която е президент.
Като ръководител на Cartland Promotions става една от най-известните личности в Лондон. Винаги представяйки се в розова рокля от шифон, шапка с пера, руса перука и тежък грим, става една от най-популярните медийни личности в Англия.
През 1988 г. получава наградата „Златен медал на Париж“ за продадени 25 млн. книги във Франция. През 1990 г. е удостоена със званието „дейм“ и отличието Командор на Ордена на Британската империя за 70-годишна творческа, политическа и социална дейност. Нейна восъчна статуя е поставена в Музея на Мадам Тюсо.
Барбара Картланд умира на 21 май 2000 г. в Камфийлд Плейс, близо до Хатфийлд, Хартфордшър. След смъртта ѝ са открити около 160 непубликувани ръкописа, които впоследствие се публикуват от сина ѝ в електронен формат.

## Произведения

### Самостоятелни романи
- Jig-Saw (1925)
- Sawdust (1926)
- If the Tree Is Saved (1929)
- For What? (1930)
- Sweet Punishment (1931)
- Virgin in Mayfair (1932)
- Just Off Piccadilly (1933)
- Not Love Alone (1933)
- A Beggar Wished (1934)
- First Class, Lady? (1935)
- Passionate Attainment (1935)
- Dangerous Experiment (1936)
- Desperate Defiance (1936)
- The Forgotten City (1936)
- But Never Free (1937)
- Saga At Forty (1937)
- The Bitter Winds of Love (1938)
Брулещите ветрове на любовта, изд.: „Абагар“, София (1993), прев. Снежана Василева-Йорданова
- Broken Barriers (1938)
- The Black Panther (1939)
- The Gods Forget (1939)
- Stolen Halo (1940)
- Now Rough, Now Smooth (1941)
- Leaping Flame (1942)
- Open Wings (1942)
- Sleeping Swords (1942)
- After the Night (1944) – издаден и като „Towards the Stars“
Към звездите, изд.: „Абагар“, София (1993), прев. Роза Григорова
- The Dark Stream (1944)
- Armour Against Love (1945)
Сенки от миналото, изд.: „Абагар“, София (1993), прев. Милчо Германов
- Escape from Passion (1945)
Бягство от страстта, изд.: „Абагар“, София (1993), прев. Снежана Василева-Йорданова
- Out of Reach (1945)
- Yet She Follows (1945)
- Against the Stream (1946)
- Hidden Heart (1946)
- Again This Rapture (1947)
- The Dream Within (1947)
Сбъднати мечти, изд.: „Абагар“, София (1993), прев. Николина Димитрова
- If We Will (1947)
- No Heart is Free (1948)
- Enchanted Moment (1949)
- The Knave of Hearts (1950)
- The Little Pretender (1950)
- Love is an Eagle (1951)
- Cupid Rides Pillion (1952)
- Love is Mine (1952)
Изстрадано щастие, изд.: „Абагар“, София (1993), прев. Величка Тотева
- Love is the Enemy (1952)
- Passionate Pilgrim (1952)
- Elizabethan Lover (1953)
- Love Me for Ever (1953)
- Desire of the Heart (1954)
- Bewitching women (1955)
- The Enchanted Waltz (1955)
- The Kiss of the Devil (1955)
- The Captive Heart (1956)
- The Coin of Love (1956)
- Sweet Adventure (1957)
- The Golden Gondola (1958)
- Lights of Love (1958)
- Love in Hiding (1959)
- The Smuggled Heart (1959)
- aka Debt of Honor
- Husbands and Wives (1961)
- Josephine, Empress of France (1961)
- Messenger of Love (1961)
- Wings of Love (1962)
- Hidden Evil (1963)
- The Many Facets of Love (1963)
- The Fire of Love (1964)
- Metternich (1964)
- The Unpredictable Bride (1964)
- Love Holds the Cards (1965)
- I Search for Rainbows (1967)
- Love to the Rescue (1967)
- The Runaway Heart (1967)
Сърцето беглец, изд.: „Абагар“, София (1993), прев. Величка Тотева
- The Enchanting Evil (1968)
- Love is Contraband (1968)
- Blue Heather (1969)
- Love Is Dangerous (1969)
- Love On the Run (1969)
- The Unknown Heart (1969)
- A Virgin in Paris (1969)
- Wings on My Heart (1969)
- The Reluctant Bride (1970)
- The Secret Fear (1970)
- Danger by the Nile (1971)
- Kiss of Paris (1971)
- Love and Marriage (1971)
- The Pretty-Horse-Breakers (1971)
- Stars in My Heart (1971)
Звезди в сърцето ми, изд.: „Абагар“, София (1993), прев. Снежана Василева-Йорданова
- Where is love? (1971)
- Theft of a heart (1972)
- Lines on Life and Love (1972)
- Audacious Adventuress (1972)
- Lost Enchantment (1972)
- Irresistible Buck (1972)
- Complacent Wife (1972)
- Halo for the Devil (1972)
- Daring Deception (1973)
- Wicked Marquis (1973)
- Love, Life and Sex (1973)
- Little Adventure (1973)
- The Cruel Count (1973)
- Say Yes, Samantha (1973)
- Magnificent Marriage (1974)
- Karma of Love (1974)
Кармата на любовта, изд.: „Абагар“, София (1993), прев. Величка Тотева
- The Dangerous Dandy (1974)
Обичам ви, милорд, изд. „Боивест“ (1992), прев.
- Odious Duke (1974)
- The Ruthless Rake (1974)
- Bored Bridegroom (1974)
- Penniless Peer (1974)
- Castle of Fear (1974)
- No Darkness for Love (1974)
- The Private Life of Charles II (1974)
- Scandalous Life of King Carol (1974)
- Journey to Paradise (1974)
- The Glittering Lights (1974)
- Lessons in Love (1974)
- Heart is Broken (1975)
- Devil in Love (1975)
- Fire on the Snow (1975)
- The Flame is Love (1975)
- Frightened Bride (1975)
- Mask of Love (1975)
- Sword to the Heart (1975)
- Bewitched (1975)
- The Impetuous Duchess (1975)
- Shadow of Sin (1975)
- Call of the Heart (1975)
- Very Naughty Angel (1975)
- As Eagles Fly (1975)
- Love is Innocent (1975)
- The Tears of Love (1975)
- Arrow of Love (1975)
- Gamble with Hearts (1975)
- Frame of Dreams (1975)
- Kiss for the King (1975)
- Diane De Poitiers (1976)
- Fragrant Flower (1976)
- Love in Pity (1976)
- Moon Over Eden (1976)
- No Time for Love (1976)
- Secret of the Glen (1976)
- Elusive Earl (1976)
- Golden Illusion (1976)
- The Husband Hunters (1976)
- Slaves of Love (1976)
- A Dream from the Night (1976)
- Never Laugh at Love (1976)
- A Rainbow to Heaven (1976)
- Angel in Hell (1976)
- Blue Eyed Witch (1976)
- Passions in the Sand (1976)
- Proud Princess (1976)
- The Heart Triumphant (1976)
- Hungry for Love (1976)
- Love and Linda (1976)
- Disgraceful Duke (1976)
- Conquered by Love (1976)
- The Incredible Honeymoon (1976)
- The Wild Cry of Love (1976)
- The Magic of Love (1977)
- Dream and the Glory (1977)
- Mysterious Maid-servant (1977)
- This Time it's Love (1977)
- Vote for Love (1977)
- The Taming of Lady Lorinda (1977)
- Dance on My Heart (1977)
- Kiss the Moonlight (1977)
- Love at Forty (1977)
- Love Locked in (1977)
- The Curse of the Clan (1977)
- Duel with Destiny (1977)
- Look, Listen and Love (1977)
- Touch of Love (1977)
- Marquis Who Hated Women (1977)
- Punishment of a Vixen (1977)
- Rhapsody of Love (1977)
- The Dragon and the Pearl (1977)
- The Adventurer (1977)
- Hell-cat and the King (1977)
- The Naked Battle (1977)
- Wild, Unwilling Wife (1977)
- The Castle Made for Love (1977)
- No Escape from Love (1977)
- Outrageous Lady (1977)
- Lord Ravenscar's Revenge (1977)
- Love and the Loathsome Leopard (1977)
- The Love Pirate (1977)
- The Saint and the Sinner (1977)
- Sign of Love (1977)
- The Temptation of Torilla (1977)
- A Fugitive from Love (1978)
- Love, Lords, and Lady-Birds (1978)
- Passion and the Flower (1978)
- Love Leaves at Midnight (1978)
- The Problems of Love (1978)
- Magic or Mirage (1978)
- Twists and Turns of Love (1978)
- Lovers in Paradise (1978)
- The Ghost Who Fell in Love (1978)
- Runaway Star (1978)
- Irresistible Force (1978)
- Race for Love (1978)
- The Chieftain Without a Heart (1978)
- Flowers for the God of Love (1978)
- Princess in Distress (1978)
- Alone in Paris (1978)
- The Judgement of Love (1978)
- Drums of Love (1979)
Зовът на любовта, изд.: „Петрум Ко“, София (1992), прев. Димитър Романов
- The Duke and the Preacher's Daughter (1979)
Херцогът и дъщерята на проповедника, изд.: „Абагар“, София (1992), прев. Роза Григорова
- Treasure is Love (1979)
- Love in the Clouds (1979)
- Prince and the Pekingese (1979)
- Serpent of Satan (1979)
- His Hour (1979)
- Imperial Splendour (1979)
- Light of the Moon (1979)
- Love Climbs in (1979)
- Prisoner of Love (1979)
- Who Can Deny Love? (1979)
- Duchess Disappeared (1979)
- Love in the Dark (1979)
- A Safety Match (1979)
- Terror in the Sun (1979)
- The Dawn of Love (1979)
- Gentleman in Love (1979)
- Love Has His Way (1979)
- Women Have Hearts (1979)
- The Explosion of Love (1979)
- Only Love (1979)
- A Kiss of Silk (1980)
Нежна целувка, изд.: „Абагар“, София (1993), прев. Снежана Василева-Йорданова
- The Price Is Love (1980)
Цената е любов, изд.: „Абагар“, София (1992), прев. Роза Григорова
- Free from Fear (1980)
- Love in the Moon (1980)
- The Power and the Prince (1980)
Силата на страстта, изд.: „Абагар“, София (1992), прев. Юлия Чернева
- A Song of Love (1980)
- Heart is Stolen (1980)
- The Sons of the Sheik (1980)
- Little White Doves of Love (1980)
- Love for Sale (1980)
- Lost Laughter (1980)
- Only a Girl's Love (1980)
- Punished with Love (1980)
- Love at the Helm (1980)
- The Perfection of Love (1980)
- Goddess and the Gaiety Girl (1980)
- The Prude and the Prodigal (1980)
- My Brother Ronald (1980)
- Ola and the Sea Wolf (1980)
- Signpost to Love (1980)
- Lucifer and the Angel (1980)
- Money, Magic and Marriage (1980)
- Ashes of Desire (1980)
- From Hell to Heaven (1980)
- The Horizons of Love (1980)
- The Waltz of Hearts (1980)
- Pride and the Poor Princess (1980)
Оковите на гордостта, изд.: „Абагар“, София (1993), прев. Милчо Германов
- The Lion Tamer (1981)
- Dreams Do Come True (1981)
- A Night of Gaiety (1981)
- Afraid (1981)
- The Heart of the Clan (1981)
- The Kiss of Life (1981)
- The Lioness and the Lily (1981)
- Tetherstones (1981)
- Gift of the Gods (1981)
- River of Love (1981)
- In the Arms of Love (1981)
- An Innocent in Russia (1981)
- Portrait of Love (1981)
- Winged Magic (1981)
- Dollars for the Duke (1981)
- Love Wins (1981)
- For All Eternity (1981)
- Pure and Untouched (1981)
- A Shaft of Sunlight (1981)
- Touch a Star (1981)
- Sweet Enchantress (1982)
- Poor Governess (1982)
- Lies for Love (1982)
- Looking for Love (1982)
- Love Rules (1982)
- Lucky in Love (1982)
- Moments of Love (1982)
- Winged Victory (1982)
- The Call of the Highlands (1982)
- King in Love (1982)
- Music from the Heart (1982)
- Love and the Marquis (1982)
- A Marriage Made in Heaven (1982)
- Riding to the Moon (1982)
- From Hate to Love (1982)
- Light of the Gods (1982)
- Love on the Wind (1982)
- Secret Harbour (1982)
- Vibrations of Love (1982)
- Journey to a Star (1983)
- Love and Lucia (1983)
- Unwanted Wedding (1983)
- A Duke in Danger (1983)
- Gypsy Magic (1983)
- Help from the Heart (1983)
- Lights, Laughter and a Lady (1983)
- Tempted to Love (1983)
- A Miracle in Music (1983)
- Moonlight on the Sphinx (1984)
- Bride to a Brigand (1984)
- Love Comes West (1984)
- A Rebel Princess (1984)
- Duke Comes Home (1984)
- Getting Older, Growing Younger (1984)
- Island of Love (1984)
- White Lilac (1984)
- A Witch's Spell (1984)
- Secrets (1984)
- The Storms of Love (1984)
- The Scots Never Forget (1984)
- Island Masquerade (1985)
- Count the Stars (1986)
- Listening to Love (1986)
- Year of Royal Days (1989)
- Royal Eccentrics (1989)
- Royal Jewels (1989)
- Royal Lovers (1989)
- A Game of Love (1990)
- Heaven in Hong Kong (1990)
- The Queen Saves a King (1991)
- An Innocent Mayfair (1991)
- Love Lifts the Curse (1991)
- The Magic of Paris (1991)
- The Scent of Roses (1991)
- Stand and Deliver Your Heart (1991)
- Seek the Stars (1991)
- The Sleeping Princess (1991)
- Love Strikes Satan (1991)
- Drena and the Duke (1992)
- Love Strikes a Devil (1992)
- A Kiss in Rome (1992)
- Walking to Wonderland (1992)
- Love, Lies and Marriage (1992)
- A Duel of Jewels (1993)
- Love and a Cheetah (1994)
- The Duke's Dilemma (1994)
- Apocalypse of the Heart (1995) – като Маркъс Белфри
- Enchanted (1998)
- The Loveless Marriage (1998)
- Passage to Love (1998)
- A Heart of Stone (1998)
- The Lady and the Highwayman (2001)
Опасна любов, изд.: „Абагар“, София (1993), прев. Величка Тотева
- Terror from the Throne (2003)
- The Cross of Love (2004)
Кръстът на любовта, изд.: ИК „Ахат“, София (2000), прев. Красимира Станчева
- Love in the Highlands (2004)
Невъзможна любов, изд.: ИК „Ахат“, София (2008), прев. Красимира Станчева
- Love Finds a Way (2004)
- Love Is Triumphant (2005)
- Stars in the Sky (2005)
- Royalty Defeated by Love (2006)
- The White Witch (2006)
- Love at the Tower (2009)
- Ruled by Love (2009)
- Love Came from Heaven (2009)
- Love and Apollo (2009)
- The Keys of Love (2009)
- A Castle of Dreams (2009)
- A Battle of Brains (2009)
- A Change of Hearts (2009)
- Hide and Seek for Love (2012)
- The Marquis is Trapped (2012)

### Серия „Сърдечна сага“ (Saga of Hearts)
1. A Hazard of Hearts (1949)
2. Duel of Hearts (1949)

### Серия „Камфийлд“ (Camfield)
16. Theresa and a Tiger (1984)
17. Love Is Heaven (1984)
18. Miracle for a Madonna (1984)
19. A Very Unusual Wife (1984)
20. The Peril and the Prince (1984)
21. Alone and Afraid (1985)
22. Temptation of a Teacher (1985)
23. Royal Punishment (1984)
24. The Devilish Deception (1985)
25. Paradise Found (1985)
26. Love Is a Gamble (1985)
27. A Victory for Love (1985)
28. Look With Love (1985)
29. Never Forget Love (1986)
30. Helga in Hiding (1986)
31. Safe at Last (1985)
32. Haunted (1986)
33. Crowned With Love (1985)
34. Escape (1986)
35. The Devil Defeated (1985)
36. The Secret of the Mosque (1986)
37. A Dream in Spain (1986)
38. The Love Trap (1986)
39. Love Under Fire (1970)
39. Listen to Love (1986)
40. The Golden Cage (1986)
41. Love Casts Out Fear (1986)
42. A World of Love (1986)
43. Dancing on a Rainbow (1986)
44. Love Joins the Clans (1986)
45. An Angel Runs Away (1986)
46. Love Forbidden (1971)
46. Forced to Marry (1987)
47. Bewildered in Berlin (1986)
48. Wanted-A Wedding Ring (1986)
49. The Earl Escapes (1986)
50. Starlight over Tunis (1986)
51. The Love Puzzle (1986)
52. Love and Kisses (1987)
53. Sapphires in Siam (1987)
54. The Caretaker of Love (1986)
55. Secrets of the Heart (1986)
56. A Light to the Heart (1971)
56. Riding in the Sky (1988)
57. Lovers in Lisbon (1987)
59. The Goddess of Love (1987)
60. An Adventure of Love (1988)
61. The Herb for Happiness (1987)
62. Only a Dream (1987)
63. Saved by Love (1987)
64. Little Tongues of Fire (1988)
65. A Chieftain Finds Love (1988)
66. The Lovely Liar (1988)
67. The Perfume of the Gods (1987)
68. A Knight in Paris (1989)
69. Revenge Is Sweet (1988)
70. The Passionate Princess (1988)
71. Solita and the Spies (1989)
72. The Perfect Pearl (1989)
73. Love Is a Maze (1989)
74. A Circus for Love (1987)
75. The Temple of Love (1988)
Храмът на любовта, изд.: „Абагар“, София (1992), прев. Анна Екимова
76. The Bargain Bride (1989)
77. The Haunted Heart (1989)
78. Real Love or Fake (1990)
79. Kiss from a Stranger (1990)
80. A Very Special Love (1990)
81. The Necklace of Love (1989)
82. A Revolution of Love (1988)
83. The Marquis Wins (1990)
84. Love Is the Key (1990)
85. Love at First Sight (1989)
86. The Taming of a Tigress (1989)
87. Paradise in Penang (1989)
88. The Earl Rings a Belle (1990)
90. The Wings of Ecstasy (1981)
90. No Disguise for Love (1991)
92. Beauty or Brains? (1990)
93. Too Precious to Lose (1991)
94. Hiding (1991)
95. A Tangled Web (1991)
96. Just Fate (1991)
97. A Miracle in Mexico (1990)
98. Warned by a Ghost (1991)
99. Two Hearts in Hungary (1991)
100. A Theatre of Love (1991)
101. A Dynasty of Love (1991)
102. Magic from the Heart (1991)
103. The Windmill of Love (1992)
105. Love and War (1992)
107. A Coronation of Love (1992)
108. A Wish Comes True (1991)
109. A Nightingale Sang (1979)
Песента на славея, изд.: „Абагар“, София (1992), прев. Снежана Василева-Йорданова
109. Loved for Himself (1992)
111. Hidden by Love (1992)
112. Born of Love (1992)
115. The Cave of Love (1993)
116. The Peaks of Ecstasy (1993)
117. Lucky Logan Finds Love (1993)
118. The Angel and the Rake (1993)
119. The Queen of Hearts (1992)
120. The Wicked Widow (1992)
121. To Scotland and Love (1993)
122. Love at the Ritz (1992)
123. Bride to the King (1979)
123. The Dangerous Marriage (1993)
124. Good or Bad? (1993)
125. This Is Love (1993)
126. Running Away to Love (1994)
127. Look With the Heart (1993)
128. Safe in Paradise (1990)
129. The Duke Finds Love (1994)
130. The Wonderful Dream (1993)
131. A Royal Rebuke (1994)
132. The Dare-Devil Duke (1994)
133. Never Lose Love (1994)
134. The Spirit of Love (1994)
135. The Eyes of Love (1994)
136. Saved by a Saint (1994)
137. The Incomparable (1995)
138. The Innocent Imposter (1995)
140. A Magical Moment (1995)
141. The Patient Bridegroom (1995)
142. The Protection of Love (1995)
143. Running from Russia (1995)
144. Someone to Love (1995)
145. Beyond the Stars (1995)
146. Love in the Ruins (1993)
148. An Icicle in India (1995)
149. Fascination in France (1996)
150. Three Days to Love (1996)
159. Kneel for Mercy (1982)
160. Wish for Love (1983)
161. Mission to Monte Carlo (1982)
Мисия в Монте Карло, изд.: „Абагар“, София (1993), прев. Владимир Германов
162. Caught by Love (1982)
180. Diona and a Dalmatian (1983)
181. Fire in the Blood (1983)

### Документалистика
- Ronald Cartland (1942)
- The Isthmus Years (1943)
- The Years of Opportunity (1948)
- Polly (1956)
- Look Lovely, Be Lovely (1958)
- Private Life of Elizabeth, Empress of Austria (1959)
- Vitamins for Vitality (1959)
- Sex and the Teenager (1964)
- The Pan Book of Charm (1965)
- Woman: the Enigma (1965)
- The Youth Secret (1968)
- The Magic of Honey (1970)
- We Danced All Night (1971)
- Health Food Cookery Book (1971)
- Book of Beauty and Health (1972)
- Book of Etiquette (1972)
- The Fascinating Forties (1973)
- Outrageous Queen (1974)
- Food for Love (1975)
- Recipes for Lovers (1977)
- Book of Useless Information (1977)
- Barbara Cartland's Book of Love and Lovers (1978)
- I Seek the Miraculous (1978)
- Light of Love (1979)
- Scrapbook (1980)
- Romantic Royal Marriages (1981)
- Keep Young and Beautiful (1982) – с Елинор Глин
- Book of Celebrities (1982)
- The Romance of Food (1984)
- Barbara Cartland's Etiquette for Love and Romance (1984)
- Book of Health (1985)
- Etiquette for Love and Romance (1985)
- I Reach for the Stars (1994)
- Barbara Cartland's Guide To Romance Writing (2000)
- Barbara Cartland On Romance Writing (2002)
- Barbara Cartland's Etiquette Handbook (2008)

### Екранизации
телевизионни филми
- 1979 The Flame Is Love – с Линда Пърл, Шейн Брайтън, Тимъти Долтън
- 1987 A Hazard of Hearts – с Даяна Риг, Едуард Фокс, Елен Бонъм Картър
- 1989 Дамата и разбойникът, The Lady and the Highwayman – с Ема Самс, Оливър Рийд, Клеър Блум, Хю Грант
- 1990 A Ghost in Monte Carlo – със Сара Майлс, Оливър Рийд, Кристофър Плъмър
- 1991 Сърдечен дуел, Duel of Hearts – с Алисън Доуди, Майкъл Йорк, Джералдин Чаплин

### За писателката
- Barbara Cartland. An authorized biography (1985) – от Гуен Робинс
- A Life of Love: Barbara Cartland (1994) – от Тим Хейлд
- In Love with Barbara (2008) – биографичен ТВ филм с участието на Ан Рейд като Барбара Картланд